# Aplonobia curvula
Aplonobia curvula är en spindeldjursart som beskrevs av Meyer 1974. Aplonobia curvula ingår i släktet Aplonobia och familjen Tetranychidae. Inga underarter finns listade i Catalogue of Life.